# آغون ساديكو
آغون ساديكو (بالإنجليزية: Agon Sadiku)‏ هو لاعب كرة قدم محترف يلعب لنادي هونكا الفنلندي، من مواليد 10 مارس 2003 فنلندا، ويلعب مع منتخب كوسوفو الوطني.

## روابط خارجية
آغون ساديكو على موقع اتحاد النرويج (النرويجية)
- آغون ساديكو على موقع قاعدة بيانات كرة القدم.إي يو (الإنجليزية)
- آغون ساديكو على موقع ناشيونال فوتبول تيمز (الإنجليزية)
- آغون ساديكو على موقع Soccerway.com (الإنجليزية)
- آغون ساديكو على موقع عالم كرة القدم.نت (الإنجليزية)